# القرية الرصراص

تعديل مصدري - تعديل

القرية الرصراص هي إحدى قرى عزلة أحور بمديرية أحور التابعة لمحافظة أبين، بلغ تعداد سكانها 114 نسمة حسب تعداد اليمن لعام 2004.